# Technische geneeskunde
Technische Geneeskunde, ook wel Klinische Technologie, is een technisch medisch specialisme dat in 2009 zijn intrede in topklinische en academische ziekenhuizen heeft gedaan. Technische Geneeskunde is gericht op verbeteringen van diagnostiek en therapie in de gezondheidszorg door middel van innovatief gebruik van technologie. Het specialisme springt in op de behoefte aan technisch opgeleiden in de gezondheidszorg vanwege de snelle technische ontwikkelingen in de zorgsector. 

## Historisch perspectief
In de geschiedenis van de moderne geneeskunde is meermalen gebleken dat de synergie tussen geneeskunde en technologie niet een fenomeen is van de laatste paar decennia. Zo kwam het meer dan eens voor dat revolutionaire medische ontdekkingen gedaan werden door personen die hun kennis van de geneeskunde combineerden met hun kennis van de natuurwetenschappen. Enkele voorbeelden hiervan zijn:
- Leonardo da Vinci (1452-1519) combineerde zijn kennis van de natuurwetenschappen met zijn kennis van de geneeskunde en anatomie om op een natuurwetenschappelijke wijze het menselijk lichaam te beschrijven. Zo was hij onder andere een van de grondleggers van de biomechanica en verwierf hij nieuwe inzichten in de anatomie.
- Willem Einthoven (1860-1927) ontwikkelde tijdens zijn studie geneeskunde een sterke interesse in de natuurkunde. Met fysici en fysiologen als leermeesters, waaronder F.C. Donders, won hij in 1924 de Nobelprijs voor Fysiologie of Geneeskunde vanwege zijn ontdekking van het mechanisme achter het elektrocardiogram.

## Opleidingsmogelijkheden
De eerste opleiding Technische Geneeskunde is in 2003 opgericht aan de Universiteit Twente. Het is een zesjarige opleiding met een driejarige Bachelor fase en een driejarige Master fase.
De tweede opleiding is de studie Klinische Technologie aan de Technische Universiteit Delft (TU Delft), de Universiteit Leiden (LUMC) en de Erasmus Universiteit Rotterdam (Erasmus MC). Deze drie centra werken op klinisch-technologisch gebied samen in de Medical Delta. De opleiding is in 2014 begonnen en bestaat net als de opleiding Technische Geneeskunde uit een driejarige Bachelor fase en driejarige Master fase.
In de Master fase kan men zich vooralsnog specialiseren in twee richtingen; Medical Imaging and Intervention en Medical Sensing and Stimulation;
- Medical Imaging and Interventions combineert kennis van medische beeldvorming, navigatie- en lokalisatietechnologieën met kennis uit de celbiologie.  Hierdoor kunnen gerichte behandelingen met behulp van beeldgestuurde localisatietechnologie worden toegepast en ontwikkeld. Een voorbeeld van een dergelijke toepassing is de gericht en lokale bestraling van kwaadaardige tumoren met behulp van computer tomografische beeldvorming.
- Medical Sensing and Stimulation richt zich op het verkrijgen, beoordelen en beïnvloeden van signalen van functionele lichaamsprocessen en verstoringen bij de gezonde en de zieke mens. Aandachtsgebieden hierbij zijn onder andere het neurologische, cardiovasculaire en respiratoire systeem. Een voorbeeld hiervan is het stimuleren van hersengebieden en zenuwen om belangrijke functies, zoals ademhaling en motoriek, te herstellen.

## Werkveld
Het werkveld van de technisch geneeskundige is nog volop in ontwikkeling. Momenteel zijn technisch geneeskundigen voornamelijk werkzaam in topklinische of academische ziekenhuizen. Binnen de ziekenhuizen werken zij op verschillende afdelingen, zoals neurologie, cardiologie, radiologie, nucleaire geneeskunde en intensive care. Vanwege het innovatieve karakter van het beroep zijn technisch geneeskundigen nauw betrokken bij het wetenschappelijk onderzoek op een afdeling. Daarnaast leveren zij met specifieke technisch-medische kennis een bijdrage aan de diagnostiek en behandeling van patiënten, vaak binnen multidisciplinaire teams. Bijvoorbeeld in de diagnostiek rondom moeilijk van de beademing te ontwennen patiënten. 

## Wettelijk kader
De technisch geneeskundige is vanaf 1 januari 2014 een beschermd (artikel 3-)beroep volgens de wet BIG (zoals een arts of fysiotherapeut). De technisch geneeskundigen waren voor vijf jaar bevoegd onder de beschermde titel van Klinisch Technoloog. Na deze periode zijn hun medische handelingen geëvalueerd om hun tijdelijke bevoegdheid om te zetten in een definitieve. De Nederlandse Vereniging voor Technische Geneeskunde behartigt de belangen van technisch geneeskundigen en bewaakt de kwaliteit van hun handelen in de medische praktijk. De NVvTG is tevens verantwoordelijk voor de accreditatie van bij- en nascholing.
Sinds 1 juli 2020 is het beroep klinisch technoloog als (artikel 3-)beroep in het BIG-register opgenomen. Daarmee zijn geregistreerd klinisch technologen bevoegd om een aantal van de in de wet BIG genoemde 'voorbehouden handelingen' zelfstandig uit te voeren en mogen zij de wettelijke beschermde beroepstitel van klinisch technoloog gebruiken. 

## Beroepsvereniging
De Nederlandse Vereniging voor Technische Geneeskunde (NVvTG) is de beroepvereniging die de belangen van  technisch geneeskundigen in Nederland  behartigt. De vereniging is opgericht in 2009.